# Erik Brandt

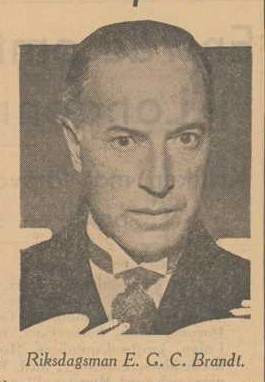
Brandt, 1939

Erik Gottfrid Christian Brandt (* 31. August 1884 in Borrby, Kristianstads län; † 22. Oktober 1955 in Stora Tuna, Kopparbergs län) war ein schwedischer Politiker (Sozialdemokratische Arbeiterpartei).
Brandt stammte aus einer südschwedischen Pfarrersfamilie. Nach einem Studium an der Universität Lund wurde er 1911 Volksschullehrer in Luleå. Seit 1915 amtierte er als Schulinspektor in der Provinz Dalarna. 1938 wurde er in die erste Kammer des schwedischen Reichstags gewählt, der er bis 1943 angehörte. Brandt hatte durch zwei Todesfälle und zwei Rücktritte von Parteifreunden einen aussichtsreichen Listenplatz bekommen. Im Reichstag engagierte sich Brandt vehement gegen den deutschen Nationalsozialismus, so protestierte er öffentlich gegen die Ausschreitungen der Reichspogromnacht vom 9./10. November 1938.
Brandt wurde vor allem für seine ironische Aktion bekannt, bei der er 1939 Adolf Hitler zum Friedensnobelpreis nominierte. Die Nominierung war nie ernsthaft beabsichtigt, sondern sie ist im Protest gegen die Nominierung von Neville Chamberlain zu sehen. Während des Zweiten Weltkriegs widersetzte er sich entschlossen der Politik Nazi-Deutschlands.